# Bai Zhuoxuan
Bai Zhuoxuan (în chineză: 白卓璇; n. 16 noiembrie 2002, Henan, Republica Populară Chineză) este o jucătoare chineză de tenis. Cea mai bună clasare a sa la simplu este locul 83 mondial, în martie 2024.